# Inversión Socialmente Responsable

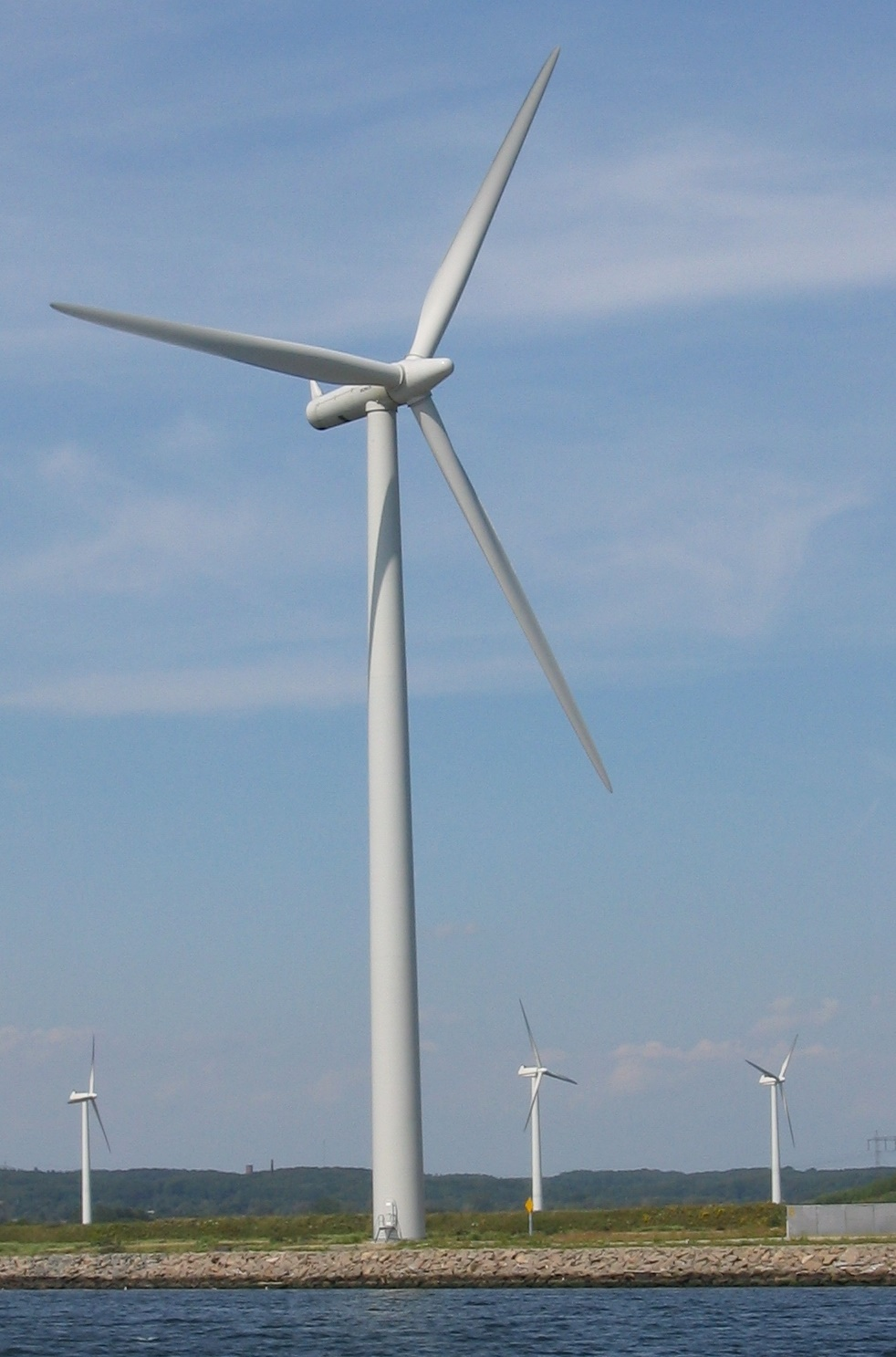
El de las energías alternativas es uno de los sectores donde invierten los fondos responsables que se rigen por el criterio SRI.

Se denomina inversión socialmente responsable (SRI, por sus siglas en inglés socially responsible investing; ISR, en español) a la inversión que no solo considera la rentabilidad, sino también el impacto social o medioambiental. A los fondos de inversión que siguen este criterio ISR o el ESG (Environmental, social and governance: 'factores medioambientales, sociales y de gobierno corporativo') se los llama fondos responsables.

## Historia
La aparición de los fondos responsables que aplican el criterio ISR se produjo alrededor del año 2000. En Europa en 2014 representaban el 2 % de los fondos financieros y movían unos 100 000 millones de euros, cuando en el año 2000 sólo contaban con 15 000 millones. El país donde más se han extendido es Francia, seguido de Reino Unido, Suiza, Bélgica y Alemania. A nivel mundial se calcula que pueden mover unos 300 000 millones de euros.
Los fondos responsables son en su mayoría fondos institucionales, como los fondos de pensiones o las fundaciones, y eligen las empresas en las que invierten el dinero del que disponen atendiendo a criterios sociales o medioambientales y valorando su buena gestión, aunque sin perder de vista la rentabilidad, incluso por encima del criterio ISR, como reconoce una gestora en España de un fondo responsable alemán: «Evidentemente, no solo invertimos en valores que tengan integrado el medio ambiente, el buen gobierno y la responsabilidad social en su negocio, sino también en valores cuyo valor de mercado vaya a subir. El peso de los objetivos ISR es muy inferior al de los financieros».

## Situación actual
La ISR ha crecido en el mundo desde el año 2000. La Alianza Mundial para la Inversión Sostenible (GSIA por sus siglas en inglés) publica anualmente el Informe mundial sobre la inversión sostenible. Según este informe esta inversión creció desde los 18 275,93 millardos de dólares norteamericanos ($) en 2014 hasta los 22 890,14 millardos de $ en 2016. En España en 2016 la ISR ascendió a 185 423 millones de euros (€).